# Allison Moorer
Allison Moorer (* 21. června 1972, Mobile, Alabama, USA) je americká zpěvačka a kytaristka, mladší sestra zpěvačky Shelby Lynne. Narodila se a vyrůstala v Alabamě. 
Její otec byl těžký alkoholik, který týral svou manželku. Ta se v roce 1985 s dcerami odstěhovala, ale její manžel je našel. V roce 1986 před očima svých dcer manželku zastřelil a následně zabil i sám sebe. Allison později vyrůstala u strýce a tety. Své první album Alabama Song vydala roku 1998. Následovalo několik dalších. Roku 2017 vydala společné album se svou sestrou, které dostalo název Not Dark Yet.

## Diskografie
- Alabama Song (1998)
- The Hardest Part (2000)
- Miss Fortune (2002)
- Show (2003)
- The Duel (2004)
- Getting Somewhere (2006)
- Mockingbird (2008)
- Crows (2010)
- Down to Believing (2015)
- Not Dark Yet (2017)